# وولتاس
وولتاس (انگلیسی: Voltas) شرکت لوازم الکترونیکی هندی است، که در سال ۱۹۵۴ تأسیس شد و هم‌اکنون زیرمجموعه‌ای از گروه تاتا می‌باشد.